# Sävasts församling
Sävasts församling är en församling i Lule kontrakt i Luleå stift. Församlingen ligger i Bodens kommun i Norrbottens län och ingår i Bodens pastorat.
Församlingen omfattar tätorten Sävast i Bodens kommun och kringliggande bygd.

## Administrativ historik
Församlingen bildades 1 januari 1998 genom en utbrytning ur Överluleå församling. Sedan församlingens bildande ingår den i ett pastorat med Överluleå församling. Pastoratet benämns från 2014 Bodens pastorat.

## Befolkningsutveckling
| Befolkningsutvecklingen i Sävasts församling 2000–2015 | Befolkningsutvecklingen i Sävasts församling 2000–2015 | Befolkningsutvecklingen i Sävasts församling 2000–2015 | Befolkningsutvecklingen i Sävasts församling 2000–2015 | Befolkningsutvecklingen i Sävasts församling 2000–2015 |
| --- | ------------------------------------------------------ | ------------------------------------------------------ | ------------------------------------------------------ | ------------------------------------------------------ |
| |                                                        |                                                        |                                                        |                                                        |
| År |                                                        |                                                        | Folkmängd                                              |                                                        |
| 2000 | 2000                                                   |                                                        | 3 306                                                  |                                                        |
| 2005 | 2005                                                   |                                                        | 3 302                                                  |                                                        |
| 2010 | 2010                                                   |                                                        | 3 337                                                  |                                                        |
| 2015 | 2015                                                   |                                                        | 3 399                                                  |                                                        |
| Anm: För åren 2000-2015: befolkning 31 december enligt den administrativa indelningen den 1 januari följande år. Sedan 1 januari 2016 sker inte folkbokföring per församling och därmed kan det hända att vissa personer inte ingår i församlingens folkmängd då de är skrivna på den fiktiva fastigheten På kommunen skriven som inte delas upp på församlingsnivå då de inte kunnat folkbokföras på en särskild befintlig fastighet. Den totala befolkningen i Svenska kyrkans församlingar är därför något lägre än den totala befolkningen i riket. |                                                        |                                                        |                                                        |                                                        |

## Kyrkor
- Mariakyrkan